# فرهنگ در اروپا

قارهٔ اروپا با رنگ مشکی مشخص شده است

فرهنگ در اروپا (انگلیسی: Culture of Europe) ریشه اش به هنر، معماری، فیلم، انواع گوناگون موسیقی، اقتصاد، ادبیات و فلسفه آن بازمی‌گردد. فرهنگ اروپایی تا حد زیادی ریشه در آن چیزی دارد که اغلب از آن به عنوان «میراث مشترک فرهنگی» یاد می‌شود.

## تعریف

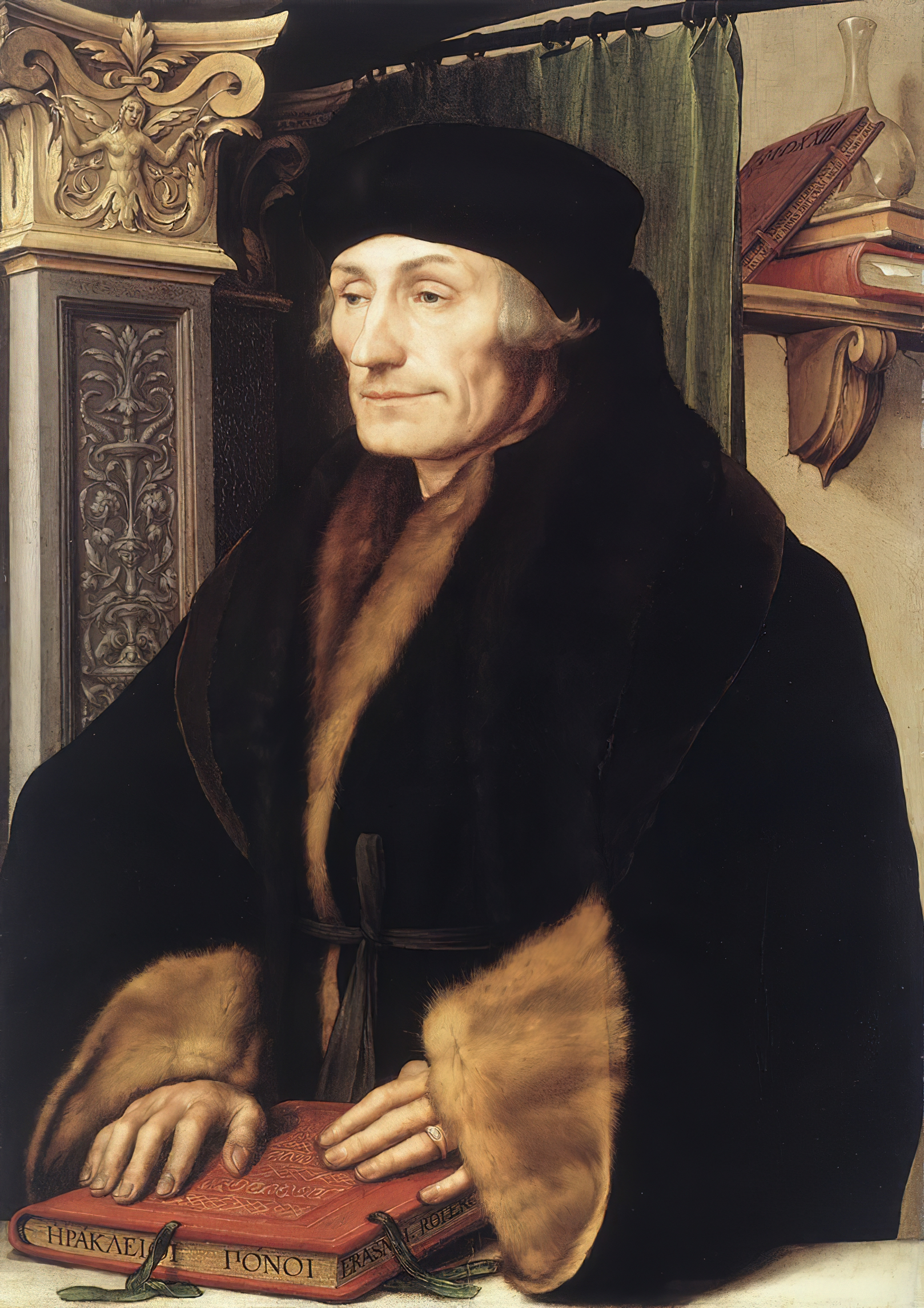
دسیدریوس اراسموس

در حالی که تعداد زیادی دیدگاه وجود دارد که می‌توان برای این موضوع به کار گرفت اما برای شکل‌دهی یک تعریف واحد و مفهوم فراگیر از فرهنگ‌ اروپایی غیر ممکن است. با وجود این، عناصر اصلی وجود دارند که به طور کلی به عنوان شکل دهی پایه‌های فرهنگی اروپای مدرن مورد توافق قرار گرفته‌اند‌. 